# Собачий вальс (фільм)
«Собачий вальс» — український короткометражний фільм 2011 року режисера Тараса Ткаченка, частина кіноальманаху «Закохані в Київ».

## Синопсис
Головні герої «Собачого вальсу» це літні чоловік та жінка, що живуть у старому будинку, який мають ось–ось знести. «Собачий вальс» — це історія двох самотніх людей, котрі відчайдушно опираються новим часам, що бездушно закатують людські стосунки під асфальт.

## Рецензії
За словами кінокритика газети «Україна Молода» Людмили Олтаржевської, «Собачий вальс» Тараса Ткаченка була однією з лише двох короткометражок з усіх представлених у альманасі Закохані в Київ що заслуговувала на увагу. Зокрема, оглядач позитивно оцінила те, що «Собачий вальс» була єдиною україномовною короткометражкою альманаху а також те, що Ткаченко зумів озвучити у своїй стрічці «емоційність, виваженість, [та] філософію».

## Актори та знімальна група
Режисери
- Тарас Ткаченко (режисер)
- Ганна Шкарупа (другий режисер)
- Володимир Кріпка (звукорежисер)
- Ія Мислицька (сценарист)

Актори
- Ада Роговцева
- Микола Олійник
- Інна Капінос
- Олександр Ігнатуша
- Руслан Ніконенко
- Назар Худоба
- Дмитро Вивчарок
- Анастасія Блажчук
- Людмила Кандраєва
- Ілля Вязмєнтінов
- Ганна Барях

Виробництво
- Production studio inQ (виробництво фільму)
- Chupacabra Продакшн (пост-продакшн)

## Фестивалі й нагороди
- 2012: 2-ий ОМКФ, Україна; Українська національна конкурсна програма

- Переможець у категорії «Найкращий український фільм»